# 鈴木茂三郎
鈴木 茂三郎（すずき もさぶろう、1893年〈明治26年〉2月7日 - 1970年〈昭和45年〉5月7日）は、日本の政治家、ジャーナリスト。衆議院議員（9期）、第2代日本社会党委員長。

## 来歴

### 生い立ち
愛知県宝飯郡蒲郡町（現・蒲郡市）出身。旗本・竹本家代官の分家の子孫で、現在の蒲郡駅南付近で、人力車夫の家に生まれる。1907年に蒲郡南部尋常高等小学校（現・蒲郡市立蒲郡南部小学校）を卒業し、蒲郡北部小学校の代用教員をしていたが、1912年、東京麹町の人力車製造工場などで働きながら、苦学生活に入る。父母を困窮から救うため、車引きや新聞配達などの通学に支障のない仕事をしながら、旧制海城中学を経て早稲田大学政治経済学部を卒業するまでに、8年を費やした。
大学卒業後は、ジャーナリストとなり、『報知新聞』・『大正日日新聞』・『東京日日新聞』（現・『毎日新聞』）などの記者となり、主に経済部に所属して、経済ジャーナリストとして知られた。1918年に特派員としてシベリアにわたるが、その際、シベリア出兵を企てる軍部の陰謀を目の当たりにしたことで、軍部に対する不信を強め、以後、一貫して戦争反対を主張していくことになる。その後も度々、特派員としてソ連を訪れてソ連の社会主義を目の当たりにしたことと幼少期に極貧生活を実体験したことから、次第に社会主義思想を身に着けるようになった。また、東京日日新聞記者時代には雑誌『労農』の同人となり、“薄茂人（すすき・もじん）”のペンネームで執筆をおこなっている。

### 戦争への抵抗

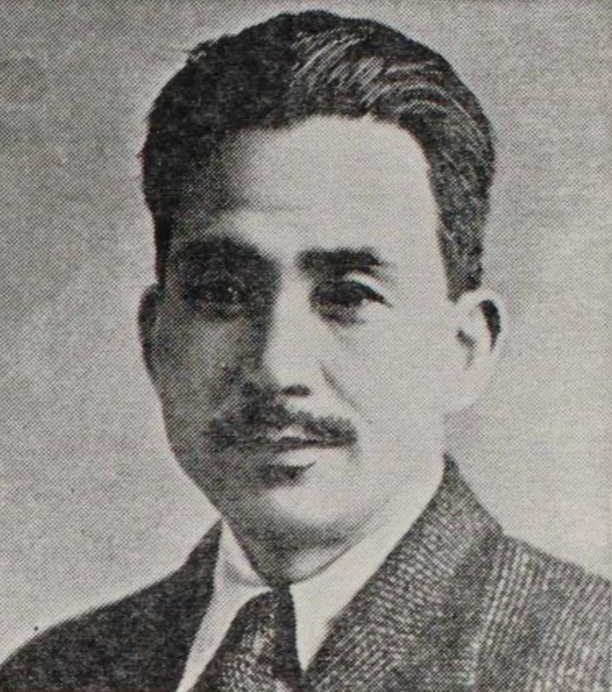
1937年の第1次人民戦線事件で検挙された頃

1928年（昭和3年）、新聞記者を辞めた鈴木は社会主義運動に専念するようになった。同年7月22日に東京で黒田寿男らと共に無産大衆党を結成し書記長に就任。12月には日本大衆党に合流するが、
翌1929年（昭和4年）5月16日、党内対立により黒田・猪俣津南雄らと共に除名され、同年7月に黒田・猪俣らと東京無産党を結成した。1936年（昭和11年）5月4日には加藤勘十らとともに労農無産協議会を結成。社会大衆党との共闘を模索するが実現せず、協議会が1937年（昭和12年）3月11日に日本無産党と改称すると書記長に就任した。社会大衆党が軍部との関係を深め、国家社会主義的な路線をとるようになっていったのに対し、鈴木はあくまでも戦争とファシズムに対する反対を貫いた。しかし、政府の弾圧の対象となり、1937年（昭和12年）の第1次人民戦線事件に連座して検挙され、以後、1945年（昭和20年）の日本の敗戦まで、政治的な活動の余地を奪われた。戦時中の鈴木は古本屋の経営で生計を立てた。

### 社会党委員長として

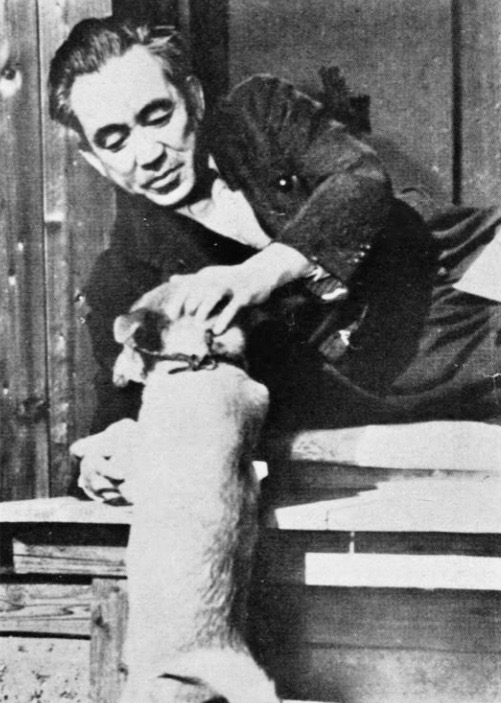
1951年

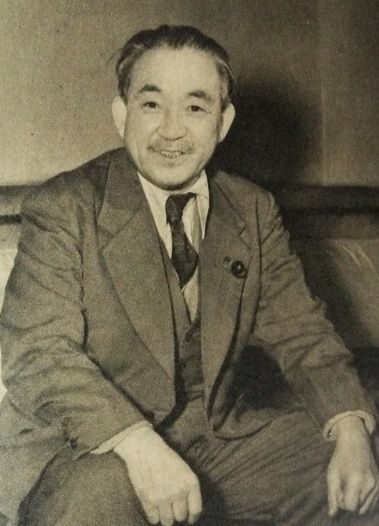
1953年

1945年、日本の敗戦直後、日本社会党が結成されると、鈴木は左派の中心人物としてそれに加わった。また、社会主義政治経済研究所の理事長となり、1946年1月31日には第1回会合をもった。同年4月に行われた総選挙で衆議院議員に初当選（以後、9回当選）し、1947年に政策審議会長、1949年に書記長、1951年に委員長と順調に党内での地位を固めていった。1948年に衆議院予算委員長だったときに、与党調整が整わないうちに社会党右派の了承無く強行採決を行って政府予算案撤回の動議を可決させて、片山内閣崩壊の原因をつくった。鈴木自身には内閣を崩壊させるつもりはなく、度重なる左派の造反に辟易した西尾末広に、片山内閣総辞職の口実として使われたのが真相のようである。12月、繊維疑獄事件に関する問題に関し、衆議院不当財産取引調査特別委員会に証人喚問された。
1951年に日本社会党委員長に就任した際の党大会で、最終日の1月21日、委員長就任演説で戦争反対を訴え、次のように演説した。「青年の諸君に対しましては、ただいま再武装論がございます。再武装を主張する当年六十余歳の芦田均氏が鉄砲を持ったり背嚢を背負うのではないのでございます。再武装をするとすればいわゆる青年の諸君が再武装しなければならないことは当然でございます。私は青年諸君はこの大会の決定を生かすために断じて銃を持ってはならない。断じて背嚢をしよってはならない」この演説は大きな反響を引き起こし、鈴木の演説は「青年よ再び銃をとるな」として標語となり、以後、日本の平和運動の象徴的な存在となった。実は、鈴木が平和運動を盛り上げ、それを口実にして、当時の首相・吉田茂がアメリカからの再軍備要求を退けるという役割分担が両者の間で出来ていたと言われている。この標語は、日本教職員組合にも取り入れられた。
1951年にサンフランシスコ講和条約の批准をめぐって、左右両派が分裂すると、鈴木は社会党左派委員長となり、分裂時、衆議院に16議席しかなかった社会党左派を1955年の総選挙では73議席増の89議席にまで躍進させた。その背景には、総評の支援を得ることが出来たことが大きかったが、厭戦感情の強かった当時の有権者の意識に、彼の非武装中立論がうまく適合したことも社会党左派の躍進に大きく貢献したとされる。
1955年10月13日、左派社会党と右派社会党は党大会を開き、再統一した。鈴木が委員長に、浅沼稲次郎が書記長に選出された。鈴木は委員長として、河上丈太郎派と協力しながら穏健な路線を追求し、自由民主党に代わる政権政党へと日本社会党を脱皮させようと努力した。
1956年には、最高裁判所機構改革に並行して、違憲裁判手続法の法案を衆議院法務委員会へ提出した。
しかし、1958年の総選挙での伸び悩み、翌1959年の参議院選挙での敗北を期に、左右両派の対立が再び党内で高まり、ついに1960年には西尾末広らが脱党して、民主社会党（のちの民社党）を結成した。その責任をとり、委員長を辞任した。
1961年5月には、浅沼稲次郎の後任として、社会党顧問の立場で日本相撲協会運営審議委員会委員に就任した。

### 社会党左傾化
その後の鈴木は、後輩の江田三郎が発表した構造改革論（江田ビジョン）に反対するなど、教条主義的な言動が目立つようになった。1962年1月には訪中。同月13日には訪中団代表として張奚若外交学会長と共同声明「アメリカ帝国主義は日中共同の敵」を発表した。また、この年には社会主義理論委員会委員長に就任して、「日本における社会主義への道」の策定に携わり、日本社会党の路線の左傾化を推し進めた。
1967年1月の衆院選には出馬せず、政界を引退。1970年5月7日、肝硬変のため77歳で死去。
最期の言葉は「大内先生、頼みますよ」である（「大内先生」は東京大学名誉教授大内兵衛）。

## 評価
いくつかの研究文では、鈴木は単なるマルクス主義者では無く、終戦直後はカール・カウツキーやアントニオ・グラムシ等の理論を学んでいたと記録されている(両方共にマルクス主義者ではあったものの、鈴木の理念とは別々の理論で構成されている為、労農派の政治家としては若干矛盾している)。また、ソ連のマルクス・レーニン主義をそのまま持ち込む事自体については懐疑的だったという見解もある。

## 著書
- 『労農露西亜の国賓として』日本評論社出版部、1923年1月30日。NDLJP:1879069。
- 『日本型独占資本の展望』白揚社、1931年9月。NDLJP:1884867。
- 『新聞批判』大畑書店、1933年。
- 『日本財閥論』改造社、1934年9月19日。NDLJP:1903505。
- 『日本型独占資本の解剖』学芸社、1935年4月18日。NDLJP:1902812。
- 『財界人物評論』改造社、1936年4月20日。NDLJP:1903500。
- 『転換期を行く日本財閥の解剖』今日の問題社、1936年9月15日。NDLJP:1231088。
- 『財界人物評論』春秋社、1937年。
- 『男爵郷誠之助君伝』郷男爵記念会、1943年。
- 『愛と闘争』労働文化社、1949年5月1日。NDLJP:3859166。
- 『財政読本』実業教科書、1949年11月25日。NDLJP:3026584。
- 『ある社会主義者の半生』文藝春秋新社、1958年4月30日。NDLJP:2975119。
- 『私の歩んだ道』河出書房新社、1960年9月30日。NDLJP:2986203。
- 『忘れえぬ人々』中央公論社、1961年7月25日。NDLJP:2986749。

## 評伝
- 佐藤信『鈴木茂三郎　1893-1970　-統一日本社会党初代委員長の生涯-』藤原書店、2010年。